# A Quinta Disciplina
The Fifth Discipline: The Art and Practice of the Learning Organization (em português:  A Quinta Disciplina: Arte e Prática da Organização que Aprende) é um livro de Peter Senge, professor do Instituto de Tecnologia de Massachusetts com foco na resolução de problemas em grupo usando o método de pensamento sistêmico para converter empresas em organizações que aprendem. As cinco disciplinas representam abordagens (teorias e métodos) para o desenvolvimento de três capacidades básicas de aprendizagem: promover a ambição, desenvolver conversação reflexiva e compreender a complexidade.

## Conteúdo

### As Cinco Disciplinas
As cinco disciplinas do que o livro se refere como uma "organização que aprende" discutidas no livro são:
1. "A maestria pessoal é uma disciplina de esclarecimento e aprofundamento contínuos de nossa visão pessoal, de concentração de nossas energias, de desenvolvimento de paciência e de visão objetiva da realidade."[3]
2. "Os modelos mentais são suposições profundamente enraizadas, generalizações ou mesmo imagens de imagens que influenciam a forma como entendemos o mundo e como agimos."[3]
3. "Construindo uma visão compartilhada - uma prática de desenterrar imagens compartilhadas do futuro que fomentem o compromisso genuíno e a participação em vez da conformidade."[3]
4. "O aprendizado em equipe começa com o 'diálogo', a capacidade dos membros de uma equipe de suspender suposições e entrar em um verdadeiro 'pensamento conjunto'."[3]
5. "Pensamento sistêmico - A Quinta Disciplina que integra as outras quatro."[3]

Senge descreve extensivamente o papel do que ele chama de "modelos mentais", que ele diz serem integrais para "focar na abertura necessária para descobrir deficiências" nas percepções. O livro também enfoca o "aprendizado em equipe" com o objetivo de desenvolver "as habilidades de grupos de pessoas para buscar o quadro maior além das perspectivas individuais". Além desses princípios, o autor enfatiza a importância do "domínio pessoal" para promover "a motivação pessoal para aprender continuamente como as ações afetam o mundo."

## Recepção
Em 1997, Harvard Business Review identificou A Quinta Disciplina como um dos livros de administração seminais dos 75 anos anteriores.